# Mahamadou Issoufou
Mahamadou Issoufou, född 1 januari 1952 är en nigerisk politiker, Nigers president från 7 april 2011 till 2 april 2021.
Issoufou var Nigers premiärminister 1993–1994, talman i Nigers nationalförsamling 1995–1996 och har kandiderat i samtliga presidentval sedan 1993. Han ledde partiet Parti Nigerien pour la Democratie et le Socialisme-Tarayya från dess grundande 1990 till dess att han blev vald till Nigers president 2011. Under Mamadou Tandjas presidentskap 1999–2010 var Issoufou den främste oppositionsledaren.
Han fick 2021 Ibrahim-priset för afrikanskt ledarskap för 2020.